# Ronde van Romandië 2005
De 59e editie van de Ronde van Romandië werd gehouden van 26 april tot en met 1 mei 2005 in Romandië, het Franstalige deel van Zwitserland. De rittenkoers maakte deel uit van de UCI ProTour 2005 en werd gewonnen door de Colombiaan Santiago Botero, die ook de afsluitende tijdrit op zijn naam schreef. Van de 183 gestarte renners bereikten er 133 de eindstreep. Titelverdediger was Tyler Hamilton. De ronde gold als de laatste test voor de start van de Ronde van Italië.

## Startlijst
Phonak Hearing Systems
- 1.  Santiago Botero
- 2.  Alexandre Moos
- 3.  Bert Grabsch
- 4.  Óscar Pereiro
- 5.  Miguel Ángel Martín
- 6.  Johann Tschopp
- 7.  Tadej Valjavec
- 8.  Steve Zampieri

Davitamon-Lotto
- 11.  Mario Aerts
- 12.  Mauricio Ardila
- 13.  Jan Kuyckx
- 14.  Koos Moerenhout
- 15.  Tom Steels
- 16.  Preben Van Hecke
- 17.  Wim Van Huffel
- 18.  Johan Vansummeren

Rabobank
- 21.  Thomas Dekker
- 22.  Erik Dekker
- 23.  Pedro Horillo
- 24.  Denis Mensjov
- 25.  Joost Posthuma
- 26.  Remmert Wielinga
- 27.  Rory Sutherland
- 28.  Pieter Weening

Fassa Bortolo
- 31.  Alessandro Petacchi
- 32.  Fabio Baldato
- 33.  Paolo Bossoni
- 34.  Julián Sánchez
- 35.  Dario Frigo
- 36.  Massimo Giunti
- 37.  Kanstantsin Siwtsow
- 38.  Matteo Tosatto

Team CSC
- 41.  Fränk Schleck
- 42.  Manuel Calvente
- 43.  Giovanni Lombardi
- 44.  Peter Luttenberger
- 45.  Jakob Piil
- 46.  Luke Roberts
- 47.  Nicki Sørensen
- 48.  Andrea Peron

T-Mobile
- 51.  Andreas Klier
- 52.  Torsten Hiekmann
- 53.  Bernhard Kohl
- 54.  André Korff
- 55.  Olaf Pollack
- 56.  Jan Schaffrath
- 57.  Giuseppe Guerini
- 58.  Sergej Jakovlev

Quick Step
- 61.  Patrik Sinkewitz
- 62.  Davide Bramati
- 63.  Mads Christensen
- 64.  Addy Engels
- 65.  José Antonio Garrido
- 66.  Cristian Moreni
- 67.  Sébastien Rosseler
- 68.  Jurgen Van Goolen

Saunier Duval-Prodir
- 71.  Fabian Jeker
- 72.  Rubens Bertogliati
- 73.  Juan Manuel Gárate
- 74.  Rubén Lobato
- 75.  Manuele Mori
- 76.  Leonardo Piepoli
- 77.  Ivan Ravaioli
- 78.  Oliver Zaugg

Discovery Channel
- 81.  Paolo Savoldelli
- 82.  Manuel Beltrán
- 83.  Fumiyuki Beppu
- 84.  Volodymyr Bileka
- 85.  Ryder Hesjedal
- 86.  Pat McCarty
- 87.  Jurgen Van den Broeck
- 88.  Max van Heeswijk

Liquigas-Bianchi
- 91.  Stefano Garzelli
- 92.  Michael Albasini
- 93.  Dario Andriotto
- 94.  Dario Cioni
- 95.  Daniele Colli
- 96.  Oscar Mason
- 97.  Vladimir Miholjević
- 98.  Marco Milesi

Team Gerolsteiner
- 101.  Davide Rebellin
- 102.  Markus Fothen
- 103.  Frank Høj
- 104.  Robert Förster
- 105.  Marco Serpellini
- 106.  Marcel Strauss
- 107.  Georg Totschnig
- 108.  Beat Zberg

Liberty Seguros-Wurth
- 111.  Roberto Heras
- 112.  Joseba Beloki
- 113.  Alberto Contador
- 114.  David Etxebarria
- 115.  Jörg Jaksche
- 116.  Sérgio Paulinho
- 117.  Marcos Serrano
- 118.  Ángel Vicioso

Cofidis
- 121.  David Moncoutié
- 122.  Daniel Atienza
- 123.  Frédéric Bessy
- 124.  Christophe Edaleine
- 125.  Bingen Fernández
- 126.  Amaël Moinard
- 127.  Luis Pérez Rodríguez
- 128.  Nicolas Roche

Crédit Agricole
- 131.  László Bodrogi
- 132.  Francesco Bellotti
- 133.  Aleksandr Botsjarov
- 134.  Julian Dean
- 135.  Cédric Hervé
- 136.  Sébastien Joly
- 137.  Dmitri Moeravjov
- 138.  Nicolas Vogondy

La Française des Jeux
- 141.  Bradley McGee
- 142.  Bernhard Eisel
- 143.  Lilian Jegou
- 144.  Francis Mourey
- 145.  Jérémy Roy
- 146.  Benoît Vaugrenard
- 147.  Jussi Veikkanen
- 148.  Matthew Wilson

Lampre-Caffita
- 151.  Damiano Cunego
- 152.  Alessandro Ballan
- 153.  Paolo Fornaciari
- 154.  Gerrit Glomser
- 155.  David Loosli
- 156.  Jevgeni Petrov
- 157.  Marius Sabaliauskas
- 158.  Alessandro Spezialetti

Bouygues Telecom
- 161.  Laurent Brochard
- 162.  Anthony Charteau
- 163.  Maryan Hary
- 164.  Christophe Kern
- 165.  Laurent Lefèvre
- 166.  Rony Martias
- 167.  Thomas Voeckler
- 168.  Unai Yus

Euskaltel-Euskadi
- 171.  Aitor González Jiménez
- 172.  Igor Antón
- 173.  Mikel Artetxe
- 174.  Iñigo Landaluze
- 175.  Antton Luengo
- 176.  Koldo Fernández
- 177.  Aitor Silloniz
- 178.  Josu Silloniz

Domina Vacanze
- 181.  Ivan Quaranta
- 182.  Paolo Valoti
- 183.  Alessandro Bertolini
- 184.  Marco Fertonani
- 185.  Sergio Ghisalberti
- 186.  Ruslan Ivanov
- 187.  Mirco Lorenzetto
- 188.  Alessandro Vanotti

Iles Baleares-Banesto
- 191.  Aitor Osa
- 192.  José Luis Arrieta
- 193.  Daniel Becke
- 194.  Sergi Escobar Roure
- 195.  Xabier Zandio
- 196.  Francisco Mancebo
- 197.  José Iván Gutiérrez
- 198.  José Julia Cegana

## Etappe-overzicht
| etappe | datum    | start           | finish       | afstand  | winnaar             | klassementsleider   |
| ------ | -------- | --------------- | ------------ | -------- | ------------------- | ------------------- |
| P      | 26 april | Genève          | Genève       | 3,4 km   | Óscar Pereiro       | Óscar Pereiro       |
| 1e     | 27 april | Avenches        | Avenches     | 166,9 km | Alessandro Petacchi | Óscar Pereiro       |
| 2e     | 28 april | Fleurier        | Fleurier     | 171,9 km | Alessandro Petacchi | Alessandro Petacchi |
| 3e     | 29 april | Aigle           | Anzère       | 146,5 km | Damiano Cunego      | Santiago Botero     |
| 4e     | 30 april | Châtel-St-Denis | Les Paccots  | 150,2 km | Alberto Contador    | Damiano Cunego      |
| 5e     | 1 mei    | Lausanne        | Lausanne (t) | 20,4 km  | Santiago Botero     | Santiago Botero     |

## Etappe-uitslagen

### Proloog
| Genève (3,4 km) |                  |                        |        |
| Plaats          | Naam             | Ploeg                  | Tijd   |
| Winnaar         | Óscar Pereiro    | Phonak Hearing Systems | 04'28" |
| 2               | Paolo Savoldelli | Discovery              | z.t.   |
| 3               | Stefano Garzelli | Liquigas-Bianchi       | + 3"   |

| Algemeen klassement |                  |                        |        |
| Plaats              | Naam             | Ploeg                  | Tijd   |
| Gele trui           | Óscar Pereiro    | Phonak Hearing Systems | 04'28" |
| 2                   | Paolo Savoldelli | Discovery              | z.t.   |
| 3                   | Stefano Garzelli | Liquigas-Bianchi       | + 3"   |

### 1e etappe
| Avenches – Avenches (166,9 km) |                     |                 |          |
| Plaats                         | Naam                | Ploeg           | Tijd     |
| Winnaar                        | Alessandro Petacchi | Fassa Bortolo   | 3u42'55" |
| 2                              | Tom Steels          | Davitamon-Lotto | z.t.     |
| 3                              | André Korff         | T-Mobile Team   | z.t.     |

| Algemeen klassement |                     |                        |          |
| Plaats              | Naam                | Ploeg                  | Tijd     |
| Gele trui           | Óscar Pereiro       | Phonak Hearing Systems | 3u47'21" |
| 2                   | Alessandro Petacchi | Fassa Bortolo          | z.t.     |
| 3                   | Paolo Savoldelli    | Discovery              | + 2"     |

### 2e etappe
| Fleurier – Fleurier (171,9 km) |                     |                  |          |
| Plaats                         | Naam                | Ploeg            | Tijd     |
| Winnaar                        | Alessandro Petacchi | Fassa Bortolo    | 4u17'13" |
| 2                              | Daniele Colli       | Liquigas-Bianchi | z.t.     |
| 3                              | Mirco Lorenzetto    | Domina Vacanze   | z.t.     |

| Algemeen klassement |                     |                        |          |
| Plaats              | Naam                | Ploeg                  | Tijd     |
| Gele trui           | Alessandro Petacchi | Fassa Bortolo          | 8u04'24" |
| 2                   | Óscar Pereiro       | Phonak Hearing Systems | + 8"     |
| 3                   | Paolo Savoldelli    | Discovery              | + 12"    |

### 3e etappe
| Aigle – Anzère (146,5 km) |                 |                        |          |
| Plaats                    | Naam            | Ploeg                  | Tijd     |
| Winnaar                   | Damiano Cunego  | Lampre-Caffita         | 3u45'49" |
| 2                         | Denis Mensjov   | Rabobank               | z.t.     |
| 3                         | Santiago Botero | Phonak Hearing Systems | + 4"     |

| Algemeen klassement |                 |                        |           |
| Plaats              | Naam            | Ploeg                  | Tijd      |
| Gele trui           | Santiago Botero | Phonak Hearing Systems | 11u50'34" |
| 2                   | Damiano Cunego  | Lampre-Caffita         | + 2"      |
| 3                   | Denis Mensjov   | Rabobank               | + 10"     |

### 4e etappe
| Châtel-St-Denis – Les Paccots (150,2 km) |                  |                       |          |
| Plaats                                   | Naam             | Ploeg                 | Tijd     |
| Winnaar                                  | Alberto Contador | Liberty Seguros-Würth | 3u40'48" |
| 2                                        | Leonardo Piepoli | Saunier Duval-Prodir  | + 4"     |
| 3                                        | Damiano Cunego   | Lampre-Caffita        | + 11"    |

| Algemeen klassement |                 |                        |           |
| Plaats              | Naam            | Ploeg                  | Tijd      |
| Gele trui           | Damiano Cunego  | Lampre-Caffita         | 15u31'30" |
| 2                   | Santiago Botero | Phonak Hearing Systems | + 3"      |
| 3                   | Denis Mensjov   | Rabobank               | + 13"     |

### 5e etappe
| Lausanne – Lausanne (individuele tijdrit over 20,4 km) |                 |                        |        |
| Plaats                                                 | Naam            | Ploeg                  | Tijd   |
| Winnaar                                                | Santiago Botero | Phonak Hearing Systems | 26'29" |
| 2                                                      | Bradley McGee   | La Française des Jeux  | + 25"  |
| 3                                                      | Óscar Pereiro   | Phonak Hearing Systems | + 35"  |

| Algemeen klassement |                 |                        |           |
| Plaats              | Naam            | Ploeg                  | Tijd      |
| Gele trui           | Santiago Botero | Phonak Hearing Systems | 15u58'02" |
| 2                   | Damiano Cunego  | Lampre-Caffita         | + 33"     |
| 3                   | Denis Mensjov   | Rabobank               | + 1' 18"  |

## Eindklassementen
| Plaats    | Naam             | Ploeg                  | Tijd      |
| --------- | ---------------- | ---------------------- | --------- |
| Gele trui | Santiago Botero  | Phonak Hearing Systems | 15u58'02" |
| 2         | Damiano Cunego   | Lampre-Caffita         | + 33"     |
| 3         | Denis Mensjov    | Rabobank               | + 1' 18"  |
| 4         | Alberto Contador | Liberty Seguros-Würth  | + 1' 22"  |
| 5         | Marco Fertonani  | Domina Vacanze         | + 1' 40"  |
| 6         | Alexandre Moos   | Phonak Hearing Systems | + 2' 02"  |
| 7         | Óscar Pereiro    | Phonak Hearing Systems | + 2' 29"  |
| 8         | Manuel Beltrán   | Discovery Channel      | + 2' 31"  |
| 9         | Daniel Atienza   | Cofidis                | + 2' 34"  |
| 10        | Tadej Valjavec   | Phonak Hearing Systems | + 2' 57"  |
|           |                  |                        |           |
| 24        | Wim Van Huffel   | Davitamon-Lotto        | + 5' 29"  |
| 33        | Thomas Dekker    | Rabobank               | + 9' 17"  |

| Plaats      | Naam             | Ploeg                  | Punten |
| ----------- | ---------------- | ---------------------- | ------ |
| Groene trui | Stefano Garzelli | Liquigas-Bianchi       | 40     |
| 2           | Óscar Pereiro    | Phonak Hearing Systems | 35     |
| 3           | Damiano Cunego   | Lampre-Caffita         | 34     |
|             |                  |                        |        |
| 22          | Erik Dekker      | Rabobank               | 8      |

| Plaats    | Naam            | Ploeg                | Punten |
| --------- | --------------- | -------------------- | ------ |
| Rode trui | Rubén Lobato    | Saunier Duval-Prodir | 46     |
| 2         | Iñigo Landaluze | Euskaltel-Euskadi    | 28     |
| 3         | Erik Dekker     | Rabobank             | 26     |

| Plaats     | Naam          | Ploeg                  | Tijd |
| ---------- | ------------- | ---------------------- | ---- |
| Witte trui | Erik Dekker   | Rabobank               | 13   |
| 2          | Óscar Pereiro | Phonak Hearing Systems | 9    |
| 3          | Ruslan Ivanov | Domina Vacanze         | 6    |

| Plaats | Ploeg                  | Tijd      |
| ------ | ---------------------- | --------- |
|        | Phonak Hearing Systems | 47u57'46" |
| 2      | Liberty Seguros-Würth  | + 4' 24"  |
| 3      | Saunier Duval-Prodir   | +10' 00"  |

## Uitvallers

### 1e etappe
- Jussi Veikkanen (La Francaise des Jeux)[1]
- Paolo Valoti (Domina Vacanze)[1]
- Andreas Klier (T-Mobile Team)
- Giuseppe Guerini (T-Mobile Team)
- Unai Yus (Bouygues Telecom)
- Ivan Quaranta (Domina Vacanze)

### 2e etappe
- Marco Serpellini (Gerolsteiner)

### 3e etappe
- Fränk Schleck (Team CSC)[1]
- Robert Förster (Gerolsteiner)[1]
- Alessandro Spezialetti (Lampre-Caffita)[1]
- Olaf Pollack (T-Mobile Team)
- Sébastien Rosseler (Quickstep)
- Davide Rebellin (Gerolsteiner)

### 4e etappe
- Tom Steels (Davitamon-Lotto)[1]
- Max van Heeswijk (Discovery Channel)[1]
- Markus Fothen (Gerolsteiner)[1]
- Bert Grabsch (Phonak Hearing Systems)
- Koos Moerenhout (Davitamon-Lotto)
- Johan Vansummeren (Davitamon-Lotto)
- Julian Dean (Crédit Agricole)
- Cédric Hervé (Crédit Agricole)
- Sébastien Joly (Crédit Agricole)
- Koldo Fernández (Euskaltel-Euskadi)
- Josu Silloniz (Euskaltel-Euskadi)

### 5e etappe
- Alessandro Petacchi (Fassa Bortolo)[1]
- Davide Bramati (Quickstep)[1]
- Paolo Fornaciari (Lampre-Caffita)[1]
- Alessandro Bertolini (Domina Vacanze)[1]
- Mirco Lorenzetto (Domina Vacanze)[1]

Mannen: 1947 · 1948 · 1949 · 1950 · 1951 · 1952 · 1953 · 1954 · 1955 · 1956 · 1957 · 1958 · 1959 · 1960 · 1961 · 1962 · 1963 · 1964 · 1965 · 1966 · 1967 · 1968 · 1969 · 1970 · 1971 · 1972 · 1973 · 1974 · 1975 · 1976 · 1977 · 1978 · 1979 · 1980 · 1981 · 1982 · 1983 · 1984 · 1985 · 1986 · 1987 · 1988 · 1989 · 1990 · 1991 · 1992 · 1993 · 1994 · 1995 · 1996 · 1997 · 1998 · 1999 · 2000 · 2001 · 2002 · 2003 · 2004 · 2005 · 2006 · 2007 · 2008 · 2009 · 2010 · 2011 · 2012 · 2013 · 2014 · 2015 · 2016 · 2017 · 2018 · 2019 · 2020 · 2021 · 2022 · 2023 · 2024 · 2025
Vrouwen: 2022 · 2023 · 2024 · 2025
 Parijs-Nice · 
 Tirreno-Adriatico · 
 Milaan-San Remo · 
 Ronde van Vlaanderen · 
 Gent-Wevelgem · 
 Ronde van het Baskenland · 
 Parijs-Roubaix · 
 Amstel Gold Race · 
 Waalse Pijl · 
 Luik-Bastenaken-Luik · 
 Ronde van Romandië · 
 Ronde van Catalonië · 
 Ronde van Italië · 
 Critérium du Dauphiné Libéré · 
 Ronde van Zwitserland · 
 Ploegentijdrit Eindhoven · 
 Ronde van Frankrijk · 
 HEW-Cyclassics-Cup · 
  ENECO Tour · 
 Clásica San Sebastián · 
 Ronde van Duitsland · 
 Ronde van Spanje · 
 GP Ouest-France-Plouay · 
 Ronde van Polen · 
 Kampioenschap van Zürich · 
 Parijs-Tours · 
 Ronde van Lombardije